# Alluaudomyia altalocei
Alluaudomyia altalocei är en tvåvingeart som beskrevs av Delecolle och Rieb 1989. Alluaudomyia altalocei ingår i släktet Alluaudomyia och familjen svidknott.
Artens utbredningsområde är Frankrike. Inga underarter finns listade i Catalogue of Life.